# 어느 시인의 사랑
어느 시인의 사랑(Tales Of Ordinary Madness)은 이탈리아에서 제작된 마코 페레리 감독의 1981년 드라마 영화이다. 벤 가자라 등이 주연으로 출연하였다.

## 출연

### 주연
- 벤 가자라
- 오르넬라 무티
- 수잔 티렐

### 조연
- 타니아 로페트
- 로이 브록스미스
- 카탸 버거
- 주디스 드레이크
- 패트릭 휴즈

## 제작진
- 원작자: 찰스 부코스키
- 의상: Rita Corradini
- 의상: 니콜레타 에콜